# Star Song Communications
Star Song Communications foi uma gravadora cristã fundada em 1976 por Darrell Harris. A gravadora começou a ganhar notoriedade a partir do lançamento do primeiro álbum de Resurrection Band, "Awaiting Your Reply" em 1978.
Inicialmente, foi feita uma parceria de distribuição com a Benson Records. A partir de 1983 até 1986 a distribuição foi feita pela Word Records. Após esse período, os produtos  da Star Song Communications foram distribuídos através do selo Tempo Records.
Em 1996, a Star Song foi adquirida pela EMI e pouco tempo depois se fundiu com a Sparrow Records.
Em 1998 foi anunciado que o selo Star Song só seria utilizado para a emissão de copilações de seus artistas que posteriormente seriam transferidos para Sparrow Records.

## Artistas que fizeram parte do Cast da Gravadora
- Aaron Benward
- Benjamin
- Bob Bennett
- Bride
- Chris Beatty
- The Brothers (atualmente Family Force 5)
- David Meece
- D.O.C. Disciples of Christ
- Don Francisco
- Glass Harp
- The Imperials
- Jerome Olds
- Karla Worley
- Kim Hill
- King James
- Michael Peace
- Morgan Cryar
- Mylon LeFevre
- Newsboys
- Nichole Nordeman
- Petra
- Phillips, Craig & Dean
- Reality Check
- Resurrection Band
- Sheila Walsh
- Sierra
- Steve & Annie Chapman
- Twila Paris
- White Heart
- Whitecross